# Nazareth

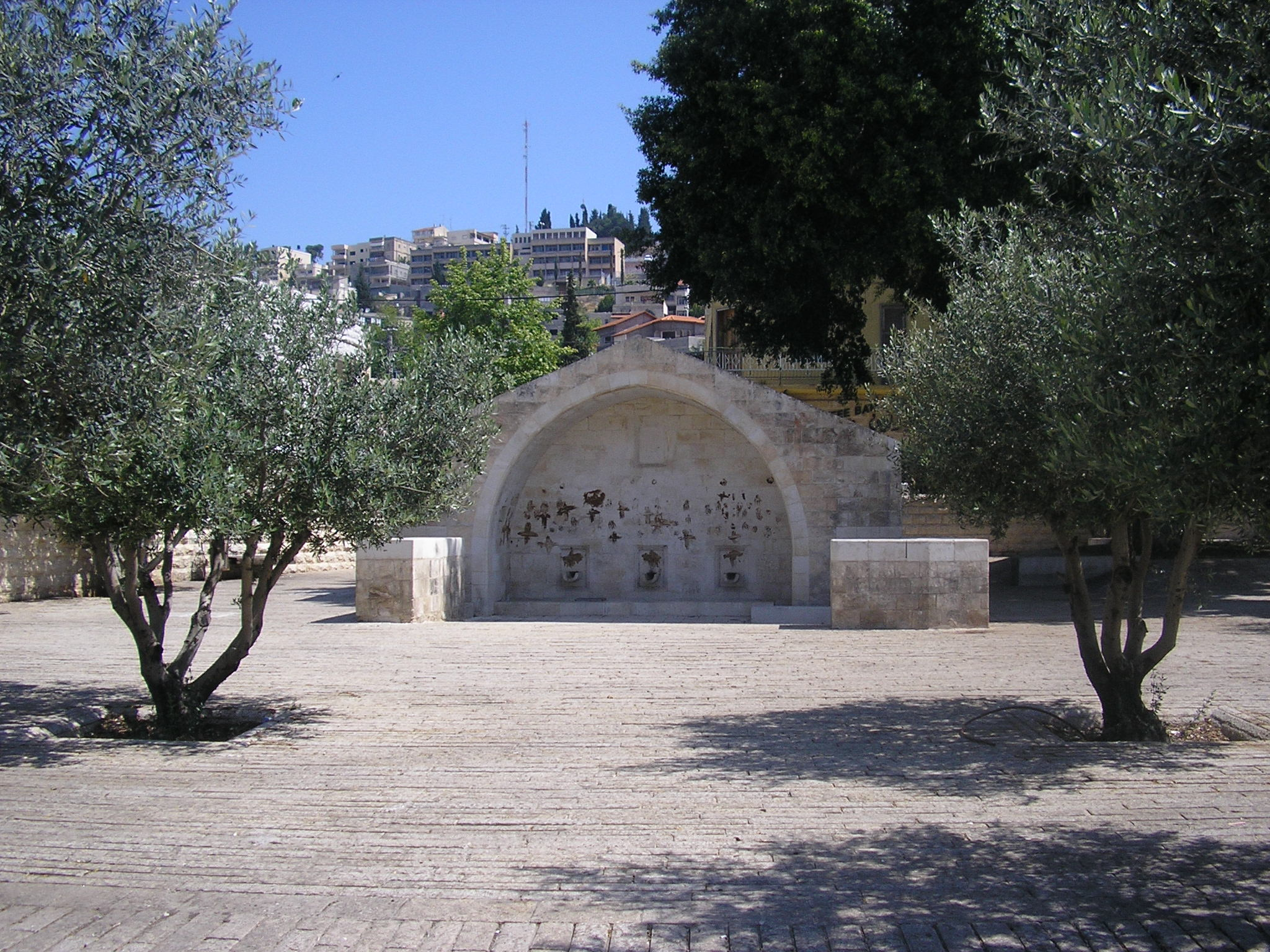
Fontana della Vergine - Antica fontana risalente al I secolo, al tempo di Maria, è simbolo di Nazaret.

Nazareth o Nazaret (pronuncia italiana: /ˈnadd͡zaret/; in arabo الناصرة‎?, al-Nāṣira; in ebraico נצרת‎?, Natzrát) è una città di Israele situata nel distretto Settentrionale, nella regione storica della Galilea. La popolazione è costituita da palestinesi con cittadinanza israeliana, in maggioranza di religione musulmana con una vasta e importante minoranza cristiana.
Nazareth è famosa universalmente come la città di origine di Gesù, che secondo i Vangeli, pur essendo nato a Betlemme, vi abitò durante la sua infanzia e giovinezza. A Nazareth inoltre, sempre secondo i Vangeli, avvenne l'Annunciazione, cioè l'annuncio della sua prossima nascita, che venne fatto a sua madre Maria dall'arcangelo Gabriele.

## Storia

### Testimonianze storiche
Nazareth è citata per la prima volta nel Nuovo Testamento come luogo in cui si svolse l'infanzia di Gesù. La località, abitata fin dall'età del bronzo, non è menzionata in alcuna fonte storica prima del III secolo, il che evidenzia il suo ruolo marginale, nell'antichità, sia nella Giudea che nella Galilea. San Girolamo nel V secolo affermava infatti che fosse un viculus ovvero un piccolo villaggio, abitato da un centinaio di persone. Nazareth sorgeva nei dintorni di Sefforis, l'odierna Zippori, una città romana ellenistica distante circa 6,5 km, che era un centro importante.
Giulio Africano (circa 200), citato da Eusebio di Cesarea (Storia ecclesiastica 1.7.14), parla di Nazareth come un villaggio ebreo, e nello stesso passo parla di desposunoi, o parenti di Gesù, che provenivano da Nazareth e dalla vicina Cochaba e conservavano nota della loro discendenza con grande cura. Inoltre, un martire chiamato Conone, che morì in Panfilia sotto Decio (249-251), dichiarò al suo processo: «Io sono della città di Nazareth in Galilea, e sono un parente di Cristo che io servo, come i miei antenati hanno fatto».
Epifanio, che morì nel 402, afferma (Panarion i. 136), basandosi su una conversazione con un certo Giuseppe che costruiva chiese a Zippori e in altre località, che fino al tempo di Costantino (IV secolo) Nazareth era abitata solo da ebrei. Questo potrebbe implicare che al tempo di Epifanio vi abitavano alcuni cristiani non ebrei (e non esclude che degli ebrei credenti in Cristo vi abitassero in precedenza); è incerto se questo Giuseppe abbia costruito chiese anche a Nazareth o Cafarnao. Nel frattempo leggende su Maria iniziarono a suscitare interesse sul luogo tra i pellegrini, tra i quali Elena, che fondò la Basilica dell'Annunciazione e associò un pozzo a Maria. Nel 570, l'Anonimo di Piacenza racconta di aver viaggiato da Zippori a Nazareth e fa cenno alla bellezza delle donne ebree del luogo, che dicono che Maria era loro parente, e annota: «La casa della santa Maria è una basilica».
La Grotta dell'Incarnazione, che si trova nella cripta della Basilica dell'Annunciazione (che è costruita su di essa), è indicata dalla tradizione come il luogo della casa di Maria, in cui ella ricevette la visita dell'arcangelo Gabriele. Gli scavi, durante la costruzione della basilica moderna (edificata verso il 1960), hanno messo alla luce i resti di due chiese precedenti, una bizantina e una crociata, che testimoniano l'antichità di questa tradizione.

### Ritrovamenti archeologici
Jack Finegan scrive sull'archeologia di Nazareth:
La vita umana più antica nella regione di Nazareth è attestata dal cranio trovato nel 1934 da R. Neuville in una caverna circa un miglio e mezzo a sud-est della città, un cranio che potrebbe essere più antico di quello dell'uomo di Neandertal. Nella stessa Nazareth un complesso di caverne sepolcrali è stato trovato nella città alta nel 1963, nel quale vi era del vasellame della prima parte della media età del bronzo.
Giù, nell'area della Basilica latina dell'Annunciazione, c'era certamente un antico villaggio abitato per lungo tempo. La ricerca archeologica dentro e intorno a questa chiesa è stata condotta da Benedict Vlaminck nel 1892, da Prosper Viaud nel 1889 e 1907-1909 e da Camillo Bellarmino Bagatti dal 1955 in poi, quando la preesistente chiesa del XVIII secolo (1730) fu demolita per fare posto alla nuova e più grande Basilica dell'Annunciazione (n. 49). L'area sotto e intorno alla chiesa, così come alla chiesa di San Giuseppe non lontano, era chiaramente quella di un villaggio agricolo. C'erano numerose grotte, silos per il grano, cisterne per acqua e olio; presse per uva e olive, e pietre di mulino.
Mentre i silos sono di un tipo trovato a Tell Abu Matar fin dall'era del Calcolitico, il vasellame più antico ritrovato al loro interno qui a Nazareth è della seconda età del ferro (900-600 a.C.). Vardaman richiama l'attenzione alla caratteristica grande giara con un piccolo "imbuto" a fianco dell'imboccatura: questa appendice, chiaramente disegnata come un imbuto, è semplicemente attaccata alla spalla, e non fora la parete della giara. Altro vasellame del sito comprende una piccola parte del periodo Ellenistico, una parte maggiore di quello Romano, e la parte più grande del periodo Bizantino.
Delle numerose grotte almeno alcune sono servite per uso domestico e sono state anche modificate architetturalmente per questo scopo. Una di queste, dove dei muri sono stati costruiti davanti a una grotta per farne un'abitazione, sotto il convento annesso alla Basilica dell'Annunciazione. Sono state trovate anche ventitré tombe, la maggior parte a una distanza dai 200 ai 700 metri dalla basilica verso nord, ovest, e sud. Siccome queste devono essere state fuori del villaggio, la loro posizione dà un'idea dei limiti dell'insediamento. Diciotto delle tombe sono del tipo kokim, che era noto in Palestina circa dal 200 a.C., e diventò in pratica il tipo standard di tomba ebraica. Due delle tombe, l'una (PEFQS 1923, p. 90) a soli 60 metri dall'altra (QDAP 1 [1932], pp. 53-55), 400 metri a sud-ovest dalla Basilica dell'Annunciazione, contenevano ancora oggetti come lampade di ceramica e vasi e recipienti di vetro, e queste datano probabilmente dal I al III o IV secolo dell'era cristiana. Quattro delle tombe erano chiuse con pietre rotolate, un tipo di chiusura tipico del tardo periodo ebraico fino al 70 d.C. Dalle tombe, pertanto, si può concludere che Nazareth era un insediamento fortemente ebraico nel periodo Romano.
Richard Carrier commenta inoltre:
Si vedano: 'Nazareth,' Avraham Negev & Shimon Gibson, eds., Archaeological Encyclopedia of the Holy Land, new ed. (2001); e B. Bagatti, Excavations in Nazareth, vol. 1 (1969), specialmente le pp. 233-34, che discutono quattro basi di colonne di calcite, che furono riutilizzate in una struttura posteriore, ma sono datate prima della Guerra dalla loro somiglianza stilistica con sinagoghe e costruzioni romane della Giudea del I secolo, e dal fatto che contengono iscrizioni nabatee (che suggeriscono una costruzione precedente a quando i sacerdoti ebrei migrarono a Nazareh dopo la guerra), e anche dal loro materiale povero (calcite invece di marmo); le pp. 170-71 discutono frammenti di marmo con iscrizioni aramaiche datate paleograficamente verso la fine del I secolo o inizio del II, che dimostrano che a Nazareth vi erano strutture di marmo poco dopo l'epoca in cui i Vangeli furono scritti (se non prima).
Ci sono dunque delle prove che il sito di Nazareth era abitato secoli prima di Cristo, e che un insediamento ebraico esisteva in loco sia prima che dopo la prima rivolta ebraica del 70 d.C..
Nel 2009, durante una campagna di scavi nell'area dell'odierna Nazareth guidata dall'archeolologa Yardenna Alexandre, è stata scoperta per la prima volta una casa privata risalente all'epoca di Gesù.

#### La lapide di Cesarea
Nel 1962 un'équipe di archeologi israeliani guidati dal professor Avi-Yonah dell'Università di Gerusalemme rinvenne nei pressi dell'antica Cesarea marittima una lapide di marmo grigio che citava la località di Nazareth, datandola al III secolo d.C.
Avi-Yonah identifica nella lapide l'elenco dei luoghi in cui le classi sacerdotali risiedevano dopo la distruzione del Secondo Tempio, deducendo che l'iscrizione fosse una lista completa delle 24 classi sacerdotali (cfr. 1 Cronache 24:7-19; Neemia 12:1-21), dove a ciascuna classe (o famiglia) era assegnato il suo ordine e il nome di ogni città o villaggio in Galilea dove si era stabilita.
Per quel che riguarda la datazione dei tre frammenti rimastici dell'iscrizione, Avi-Yonah riporta che il frammento A proveniente da un settore contenente materiale frammisto risalente ai periodi ellenistico, romano e tardo-bizantino; mentre il frammento B è stato trovato riutilizzato in un pavimento tardo-bizantino (il frammento C fu trovato in superficie).

### Epoca moderna
Nazareth fu luogo di guerra il 16 luglio 1948, nel corso dell'operazione Dekel da parte di Israele contro il Libano.
Il 14 maggio 2009 s'è recato in visita apostolica a Nazareth papa Benedetto XVI.

## Gesù di Nazareth
Secondo la tradizione cristiana Nazareth di Galilea è il luogo nel quale Gesù ha trascorso la sua vita privata pre-pubblica, come testimoniato dai Vangeli e dagli altri scritti del Nuovo Testamento, le principali fonti storiche su Gesù. Gesù viene anche indicato col termine "Nazareno", che chiaramente indica la provenienza da Nazareth.
Nelle immediate vicinanze di Nazareth si trova la cosiddetta chiesa francescana di Santa Maria del Tremore, costruita in memoria della paura provata da Maria nel vedere il figlio minacciato di morte. Proseguendo lungo la strada dedicata a Paolo VI si trovano un ricovero e il monastero delle clarisse. Presso l'area del Monte del Precipizio, che nel versante sud contempla una discesa a picco verso la pianura di Esdrelon di quasi 300 metri, è stato ricavato un anfiteatro naturale per ospitare la celebrazione eucaristica di Benedetto XVI nel maggio 2009.
Storici moderni come Mauro Pesce concordano sull'origine nazarena di Gesù, evidenziando anche il suo forte legame con la Galilea, dove si concentra anche una parte significativa della sua attività pubblica e della sua predicazione. Qualche studioso ritiene che per qualche tempo Gesù abbia lavorato da giovane, insieme al padre Giuseppe, nella vicina Sefforis, l'odierna Zippori, che era un centro importante.
Secondo alcuni studiosi, l'appellativo teologico-messianico "Nazoreo", storpiato in "Nazareno", potrebbe invece essere stato storicizzato dagli evangelisti nell'indicazione del luogo di origine di Gesù a Nazareth. Il vero luogo di origine di Gesù non ci sarebbe quindi noto; per alcuni studiosi, l'ampio rilievo che ha nei Vangeli Cafarnao potrebbe far propendere per questa località.
Atti (3,6) riportano la guarigione del paralitico, quale unico miracolo compiuto «nel Nome di Gesù il Nazareno» (nel testo in greco antico: ἐν τῷ ὀνόματι Ἰησοῦ Χριστοῦ τοῦ Ναζωραίου). Matteo (2:23), riferisce la profezia per la quale il Messia sarebbe stato chiamato il Nazareno (Giudici 13:5, per Sansone e profetica per il Messia). Nazareth deriva dall'ebraico Netzer che significa germoglio, posto in relazione con la profezia che il Messia sarebbe stato il germoglio di Davide, leone di Giuda, discendente di Re Davide, appartenuti alla tribù di Giuda. (Isaia 11:1).
I Vangeli secondo Marco e Luca narrano l'esorcismo nella sinagoga di Cafarnao, dove un demone urla contro il nome di Gesù di Nazareth e il Santo di Dio. Invece, non sono ricordati miracoli compiuti nel nome di Gesù di Betlemme.

### Arabo an-Nāṣira
Il nome Nazareth in lingua araba è an-Nāṣira, e Gesù (in arabo يَسُوع‎?, Yasū`) è anche detto an-Nāṣirī, nel rispetto della tradizione araba di accordare alle persone una attribuzione, una parola indicativa della provenienza geografica o tribale di una persona. Nel Qur'an, i Cristiani sono anche chiamati naṣārā, che significa "discepoli di an-Nāṣirī", vale a dire discepoli di Gesù di Nazareth

## Nazareth e il mondo cristiano

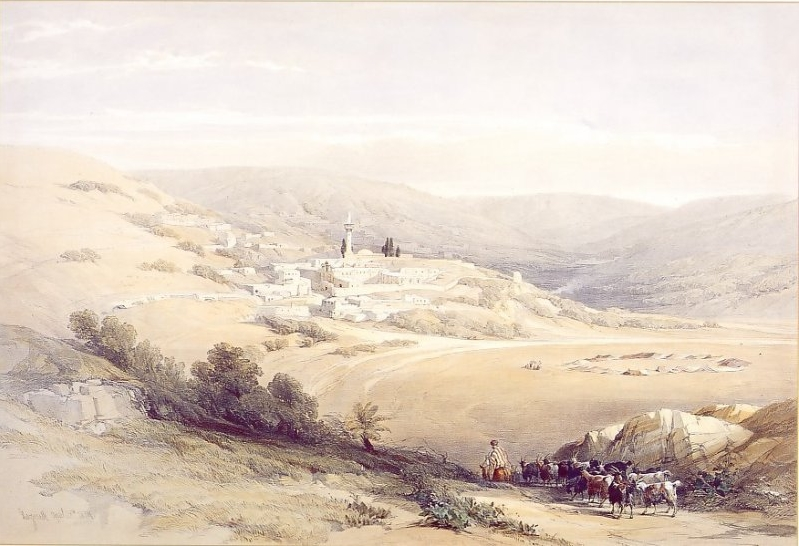
Nazaret (1842, David Roberts)

Nazareth, come tutta la Galilea, è stata una delle prime mete raggiunte dalla predicazione degli apostoli. La Chiesa vi si sviluppò con una diocesi propria dal 1187, proprio l'anno della sconfitta dei cristiani ai Corni di Hittin e della fine del I regno crociato in Terra Santa ad opera del Saladino. Al tempo delle crociate, Nazareth possedeva varie succursali, una delle quali anche in Puglia, nella città di Barletta. A causa delle ripetute e costanti conquiste musulmane, i vescovi di Nazareth erano costretti a rifugiarsi in questi loro possedimenti secondari. Quando, nel 1291, San Giovanni d'Acri cadde definitivamente in mano dei musulmani, l'arcivescovo di Nazareth si rifugiò a Barletta, fino a trasferirsi definitivamente in essa nel 1327, tanto che, fino al 1818, l'arcidiocesi di Nazareth continuò a sussistere con i suoi arcivescovi, la cattedrale e l'episcopio nella città di Barletta.

### Arcidiocesi di Trani-Nazareth
Dopo la formale soppressione della arcidiocesi, il titolo arcivescovile fu legato all'arcivescovo di Trani, ma nel 1860 fu elevata da papa Pio IX l'arcidiocesi di Trani-Nazareth e agli arcivescovi di questa città ancor oggi resta legato il titolo arcivescovile di Nazareth.

### Le chiese cristiane orientali
Nazareth accoglie ovviamente anche diverse chiese cattoliche di rito orientale e chiese ortodosse orientali, in particolare la Chiesa cattolica greco-melchita e la Chiesa maronita. L'Arcieparchia di Akka è la "diocesi" di Galilea della Chiesa greco-melchita, mentre l'Arcieparchia di Haifa e Terra Santa accoglie tutti i cristiani maroniti che vivono in Israele.

### Influenza sul pensiero cristiano
Soprattutto a partire dal 1800, la cittadina di Nazareth ha esercitato un forte influsso sul pensiero religioso cristiano, in particolare quello cattolico. La fine del potere temporale della Chiesa, ma soprattutto l'accentuarsi del ruolo dei laici nella Chiesa, ha posto l'attenzione dei cattolici sul periodo di vita che Cristo ha condotto proprio a Nazareth, prima di iniziare, all'età di trent'anni, la sua predicazione. Sono, infatti, nate varie congregazioni religiose ispirate alla "Famiglia di Nazareth" (è il caso, ad esempio, della Congregazione della Sacra Famiglia di Nazareth) e molti mistici e santi cattolici hanno trovato nella vita nascosta di Cristo un motivo di ispirazione (tra questi, Charles de Foucauld).

## Dialogo interreligioso
Nazareth è una delle città di Israele in cui è numericamente più forte la minoranza araba. Alcuni attivisti per la pace hanno avviato diverse iniziative che hanno attirato l'attenzione dell'UNESCO.

### Museo arabo sulla Shoah
Nazareth è la sede del primo museo arabo sulla Shoah, per iniziativa di un avvocato arabo-israeliano, Khaled Kasab Mahameed. La fondazione di questo museo non è stata priva di polemiche, sia da parte arabo-israeliana che da parte ebraico-israeliana (per esempio l'organizzazione terroristica di Hamas ha più volte chiesto all'Agenzia delle Nazioni Unite per i rifugiati palestinesi di non parlare più della Shoah nei corsi di formazione).
La fondazione ha seguito un pellegrinaggio interreligioso ai campi di concentramento di Auschwitz-Birkenau in Polonia. Il viaggio è stato organizzato nel 2003 dal parroco archimandrita melchita Emile Shoufani. Questa iniziativa ha visto la partecipazione diretta di oltre 500 persone (di cui circa un terzo ebrei, un terzo cristiani e un terzo musulmani), ed è valsa a Emile Shoufani il Premio UNESCO per l'educazione alla pace.

## Amministrazione

### Gemellaggi
- Firenze
- Loreto
- Częstochowa
- Nablus
- Neubrandenburg
- Saint-Denis (Senna-Saint-Denis)
- L'Aia